# バルカンの星の下に
「バルカンの星の下に」（ロシア語: Под звездами балканскими）は、ロシアの歌曲である。

## 概要
マトヴェイ・イサーコヴィッチ・ブランテル（Матвей Исаакович Блантер、1903年 - 1990年）が、1944年に作曲した曲。ミハイル・ワシリエヴィチ・イサコフスキー（Михаил Васильевич Исаковский、1900年 - 1973年）による歌詞がつけられている。
第二次世界大戦末期の1944年頃において、ブルガリアにいたソ連軍兵士が、故郷を偲んだ歌とされている。日本においては、ロシア民謡として、またうたごえ運動の歌として定着している。なお、1977年の東宝映画「青春の門・自立編」のラストで、日本語で「バルカンの星の下に」を歌う場面が登場する。